# شهرستان سوزوپول
شهرستان سوزوپول (به بلغاری: Sozopol Municipality) یک شهرستان در بلغارستان است که در استان بورگاس واقع شده‌است.